# Polygonum glaucum
Polygonum glaucum är en slideväxtart som beskrevs av Thomas Nuttall. Polygonum glaucum ingår i släktet trampörter, och familjen slideväxter. Inga underarter finns listade i Catalogue of Life.